# Матфей (Копылов)
Митрополит Матфе́й (в миру Константи́н Ива́нович Копыло́в; род. 5 июля 1979, Пермь) — архиерей Русской православной церкви, митрополит Псковский и Порховский, глава Псковской митрополии, игумен Успенского Псково-Печерского монастыря.

## Биография
Родился 5 июля 1979 года в городе Перми.
Окончил 9 классов средней школы № 8 в Перми. В 1994—1997 годах обучался в профессионально-техническом училище № 19 Перми.
В 1997 году поступил на химико-технологический факультет Пермского государственного технического университета по специальности «Машины и аппараты промышленных производств и строительных материалов». По окончании 3-го курса перевёлся на заочное отделение. В январе 2002 года со степенью бакалавра защитил дипломную работу по направлению «Технологические машины и оборудование».
С апреля 2002 года — насельник Михаило-Архангельского мужского монастыря села Козихи Ордынского района Новосибирской области, где проходил различные послушания, связанные со строительством Троице-Владимирского собора на подворье монастыря в Новосибирске. С июня 2003 года — регент монастырского братского хора.
31 марта 2006 года наместником монастыря игуменом Артемием (Снигуром) пострижен в монашество с наречением имени Матфей в честь святого апостола и евангелиста Матфея.
17 июня 2007 года архиепископом Новосибирским и Бердским Тихоном рукоположён во иеродиакона, 5 апреля 2009 года — во иеромонаха.
С апреля 2008 по апрель 2011 года — благочинный подворья Михаило-Архангельского монастыря в Новосибирске.
В 2009—2015 годах заочно обучался в Московской духовной академии. Защитил дипломную работу «Гонения на Церковь в г. Кунгуре и Кунгурском благочинии Пермской епархии 1917—1941 гг.».
В июне 2010 года назначен преподавателем церковного пения в Новосибирской духовной семинарии.
В апреле 2011 года для дальнейшего несения церковного послушания переведён в клир Петропавловской и Камчатской епархии.
11 июня 2011 года назначен на должность секретаря епархиального управления.
С января 2012 года — руководитель епархиального архитектурно-строительного отдела.
14 августа 2012 года — член общественного совета при управлении Росреестра по Камчатскому краю.
В марте 2013 году избран председателем Совета Фонда имени митрополита Нестора (Анисимова) в поддержку строительства храмов в Камчатском крае.

### Архиерейство
24 декабря 2015 года решением Священного синода избран для рукоположения во епископа Анадырского и Чукотского. 25 декабря митрополитом Санкт-Петербургским и Ладожским Варсонофием (Судаковым) возведён в сан архимандрита. 26 декабря в Тронном зале храма Христа Спасителя состоялось наречение архимандрита Матфея во епископа Анадырского и Чукотского. 3 января 2016 года в Успенском соборе Московского Кремля хиротонисан во епископа Анадырского и Чукотского. Хиротонию совершили: патриарх Московский и всея Руси Кирилл, митрополит Истринский Арсений (Епифанов), епископ Петропавловский и Камчатский Артемий (Снигур), епископ Салехардский и Ново-Уренгойский Николай (Чашин), епископ Воскресенский Савва (Михеев), епископ Искитимский и Черепановский Лука (Волчков), епископ Шуйский и Тейковский Никон (Фомин).
4 декабря 2017 года патриархом Московским и всея Руси Кириллом возведён в сан архиепископа.
14 июля 2018 года решением Священного синода назначен викарием патриарха Московского и всея Руси с титулом «Егорьевский».
27 июля 2018 года распоряжением патриарха Кирилла назначен управляющим Северо-Восточным и Западным викариатствами города Москвы. Патриаршим указом от 27 июля освобождён от должности настоятеля храма иконы Божией Матери «Знамение» в Кунцеве и назначен настоятелем храма Троицы Живоначальной в Свиблове города Москвы.
11 июня 2019 года распоряжением патриарха Кирилла освобождён от управления Западным викариатством с выражением благодарности за понесённые труды.
16 июля 2019 года распоряжением патриарха Кирилла в дополнение к несомым послушаниям назначен управляющим Юго-Восточным викариатством.
С 1 мая по 22 июля 2020 года был временно исполняющим обязанности настоятеля храмов Патриаршего подворья Николо-Перервинского монастыря города Москвы.
24 августа 2023 года назначен председателем Комиссии Русской Православной Церкви по развитию паломничества и принесению святынь.
30 августа 2023 года распоряжением Святейшего Патриарха Кирилла в дополнение к несомым послушаниям назначен управляющим Северным викариатством г. Москвы.
10 апреля 2024 года решением Священного Синода Русской православной церкви назначен викарием Псковской епархии с титулом «Печерский» и игуменом Успенского Псково-Печерского мужского монастыря с поручением ведения и контроля ремонтно-реставрационных работ означенной обители, а также реставрационных и образовательных проектов Псковской епархии с освобождением от управления Северным, Северо-Восточным и Юго-Восточным викариатствами города Москвы и выражением благодарности за понесённые труды.
25 июля 2024 года решением Священного Синода Русской православной церкви назначен архиепископом Псковским и Порховским главой Псковской митрополии.
1 августа 2024 года патриархом Кириллом возведён в сан митрополита.

## Публикации
- «Уральский Афон» — Белогорский Свято-Николаевский православномиссионерский мужской монастырь Пермской епархии накануне великих перемен (1914—1917) // Aspiratio. Журнал церковно-гуманитарных исследований. — 2024. — Т. 1, № 1. — С. 72-85.
- Подворье Белогорского Свято-Николаевского мужского монастыря в Перми и его роль в церковно-общественной жизни губернского города конца XIX — начала ХХ в // Церковь и время. — 2024. — № 3 (107). — С. 73—88.